# Балтазар Тишка
Балтазар Тишка (? — березень 1640) — священик і канонік луцької капітули у 1620—1630-х роках; фундатор і благодійник. За час своєї діяльності відзначився особливими успіхами у харитативній справі. Будучи каноніком, він зумів розгорнути таку активність, яка була під силу лише магнатам. Він уміло задіював фінансові ресурси волинської шляхти для функціонування позаконфесійних та позанаціональних установ.

## Підготовка діяльності
На сьогодні встановити час народження та походження Балтазара Тишки не вдалося. У 1620-х роках згадується в документах як луцький канонік. Окрім священницької діяльності, обов'язки Балтазара як каноніка зосереджувалися навколо вирішення різних питань у господарській діяльності Луцької кафедри. Проте зустрічалися і нетипові для католицького духовенства правові ситуації — на ім'я Тишки було куплено, даровано, або фундовано нерухомість та гроші. Так, волинський шляхтич Михайло Мишка склав фундацію у розмірі 5000 злотих на ім'я Балтазара Тишки. У перше десятиліття свого перебування на посаді каноніка Балтазар накопичував ресурси, які він активно використав у наступні роки.
У 1634 році Балтазар уклав договір на посесію одного з маєтків. Особливістю договору була умова Тишки, що піддані маєтку повинні відробляти панщину не більше 3 днів на тиждень. З економічної та прецедентної точок зору, це було неправильне і нетипове явище, позаяк посесор завжди намагався отримати якнайбільшу користь із експлуатації маєтку, тож обумовлення повинностей підданих не було звичним. До сьогодні в архівах збереглися не тільки ті документи, які формально висвітлюють діяльність каноніка, а й ті, де є пряма мова Балтазара, його роздуми і міркування щодо власної діяльності. Розмірковуючи над власним покликанням, Балтазар зазначав, що підштовхнуте Богом бажання допомагати людям у нього зародилося ще в юності, проте можливості для широкомасштабних кроків з'явилися тільки у старості. Реалізації благодійних проектів він вважав своїм скромним дарунком людям, а натомість просив лише, щоб молилися за людей, які багато страждають, за відпущення їхніх гріхів.

## Реалізовані проекти

### Шпиталь

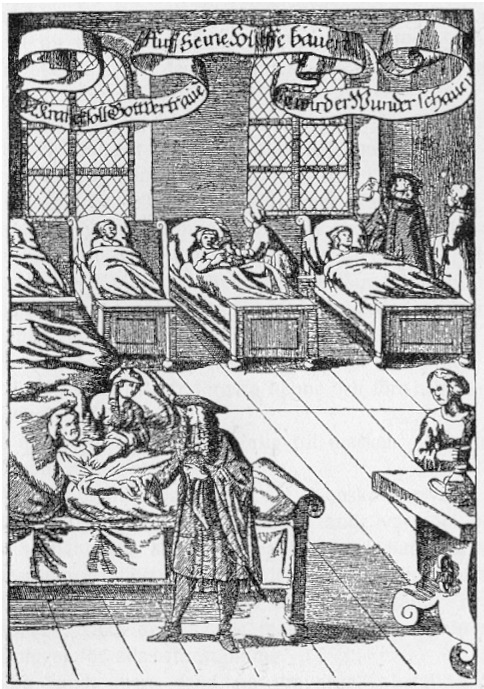
Шпиталь XVII ст.

Першою доброчинною справою каноніка була фундація шпиталю в Луцьку. Князь Кароль Корецький подарував Тишці двір з будинком у Луцьку на вулиці Жидівській, а Ян-Казимир Пац та його дружина Єлена Стецкевичівна надали села Довга Воля та Половли з маєтками Липішки та Зелениця. Ці ресурси витратили для утримання шпиталю, який розмістився у подарованому будинку на Жидівській. Яскравою особливістю шпиталю було те, що він був відкритим для представників усіх релігій, будь-якого віку, статі та соціального становища. А також для всіх, хто матиме потребу тут перебувати, а не тільки для хворих. Для того часу це було неординарне явище, яке різко відмежовувало цей шпиталь від польських, руських, вірменського, які функціонували в Луцьку поряд із цим.
З цього приводу канонік Тишка писав:
| | \| Здавна хотів і прагнув зробити якийсь милосердний вчинок для людей нещасних, гідних християнського співчуття у місті Луцьку, де моє перебування хотів бачити Господь Бог, і де часто знаходив хворих, що лежали на вулицях, на землі і по гноях, позбавлені догляду та ґрунтовної провізії \| |
| Здавна хотів і прагнув зробити якийсь милосердний вчинок для людей нещасних, гідних християнського співчуття у місті Луцьку, де моє перебування хотів бачити Господь Бог, і де часто знаходив хворих, що лежали на вулицях, на землі і по гноях, позбавлені догляду та ґрунтовної провізії | |

Пізніше у 1637 році Тишка склав додаткову фундацію на шпиталь.

### Монастир боніфратрів

Емблема ордену

Монастир боніфратрів з костелом Марії Магдалини постав у Луцьку завдяки фундації Балтазара Тишки. Цей орден головною місією вважав догляд за хворими. Тож доречним була діяльність монахів у вже створеному Тишкою шпиталі. У 1639 році погост церкви Святого Миколая на вулиці Замковій стараннями Балтазара перейшов у власність луцького єпископства. На цьому місці був збудований боніфратський монастир, фундацію на який канонік склав 12 березня 1639 року. Передбачаючи опіку боніфратів над шпиталем, канонік записав двір зі шпиталем ордену, а також 8000 злотих зі щорічним чиншем 600 злотих та 5000 із чиншем 400 злотих щороку.

### Братство милосердя єзуїтів
На початку XVII ст. в місті з'явився орден єзуїтів. Невдовзі були збудовані костел та колегіум. На зламі 1639-1640 років Балтазар ініціював створення єзуїтського братства милосердя. Він записав для братства маєтки Довга Воля, Половле та Витягів. Із прибутків на користь діяльності братства мала йти 1000 злотих щороку. Крім того, Балтазар Тишка придбав у Яна Харленського щорічний чинш у розмірі 250 злотих на суму 3300 злотих, які були забезпечені деякими маєтками міста і замком Новий Острів. Також братству надавалися інші маєтки та грошові суми. Імовірно, братство також опікувалося хворими у шпиталі.

## Підсумок благодійницької справи
У 1639 році Балтазар уже хворів і передав ведення маєткових справ єпископства своєму родичу Стефанові Тишці. У березні 1640 року Балтазар Тишка помер. В останньому тестаменті він підтвердив свої попередні фундації та обдарував костели й монастирі Луцька.
Загалом на діяльність благодійницьких структур він задіяв двір у Луцьку, три села з присілками та близько 23300 злотих. Ці маєтки та капітал давали щорічний чинш у розмірі 2250 злотих — сума, достатня на той час для придбання великого двору на території луцького замку.

## Постать Балтазара в історії
З часу смерті Балтазара Тишки його постать була майже забута в історії Луцька і лише побіжно, зазвичай як фундатора монастиря боніфратів у Луцьку, згадувалася в Географічному словнику Королівства Польського наприкінці XIX ст., у книзі Адама Войнича «Луцьк на Волині» 1922 року видання, «Ілюстрованому путівнику по Волині» Мечислава Орловича та інших. На початку ХХ ст. у бібліотеці луцької кафедри містився портрет Балтазара Тишки. Його репродукція вміщена у книзі Войнича.
Реставрував увагу до цієї персони український дослідник Довбищенко М. у 2000-х роках.